# Ellipteroides (Ptilostenodes) stenomerus
Ellipteroides (Ptilostenodes) stenomerus is een tweevleugelige uit de familie steltmuggen (Limoniidae). De soort komt voor in het Oriëntaals gebied.